# تشين تشوم
تشين تشوم (7 أكتوبر 1985 بكمبوديا - ) هو لاعب كرة قدم كمبودي في مركز الهجوم. شارك مع منتخب كمبوديا لكرة القدم. أما مع النوادي، فقد لعب مع بنوم بنه كراون وAsia Euro University ‏ وNagaworld FC ‏.

## وصلات خارجية
- تشين تشوم على موقع ناشيونال فوتبول تيمز (الإنجليزية)
- تشين تشوم على موقع Soccerway.com (الإنجليزية)